# コカワイン
コカワイン(Coca wine)は、ワインとコカアルカロイドの抽出物であるベンゾイルメチルエクゴニンを組み合わせたアルコール飲料である。人気のあるブランドには、1863年にコルシカ島の起業家アンジェロ・マリアーニが発明したビン・マリアーニがある。

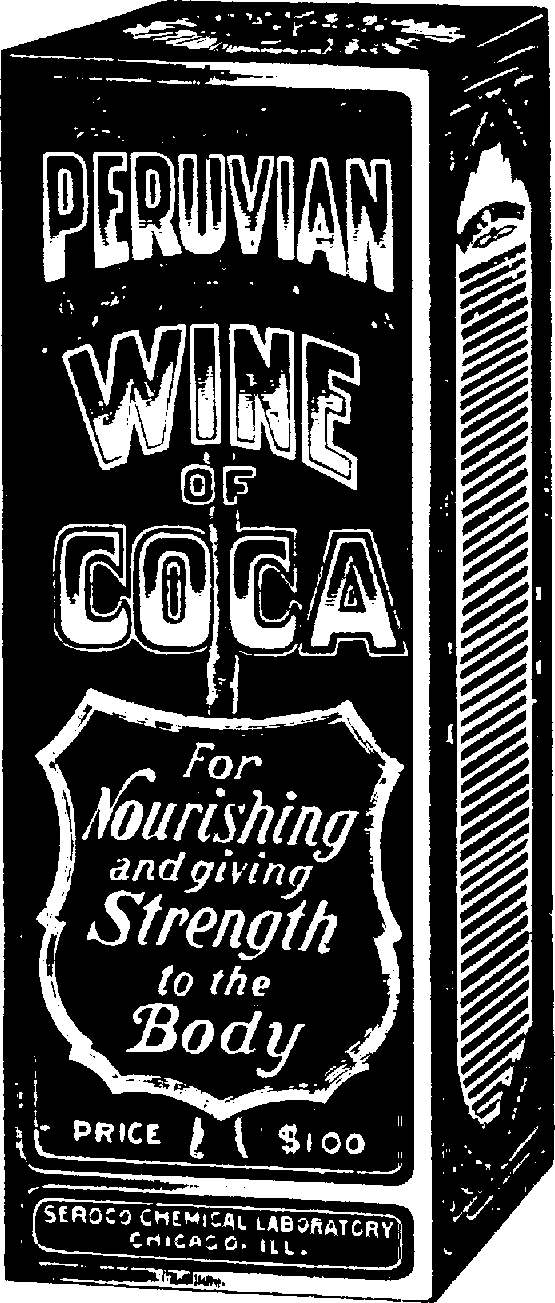
コカワインの商品のひとつ。

## 関連する飲料
アトランタでは、薬剤師のジョン・ペンバートンがVin Marianiを元に飲料を開発し、Pemberton's French Wine Cocaと呼び、アメリカの消費者に人気を博した。1886年、ジョージア州が禁酒法を導入すると、ペンバートンはレシピのワインをシロップに置き換えざるを得なかった。新しいレシピは、全く同じではないもののコカコーラとよく似たものであった。
19世紀の終わり、薬物乱用への懸念のため、コカを用いた飲み物は人気を失った。これが契機となってアメリカ合衆国でコカインが禁止されると、コカワインもコカコーラもコカアルカロイドを除いたが、コカの葉は残したままだった。その数年後、アメリカ合衆国で、もう1つの主原料であるアルコールが禁止されると、この飲料自体も非合法となった。